# Національний парк півострова Ділек і дельти річки Великий Мендерес
Національний парк півострова Ділек і дельти річки Великий Мендерес (тур. Dilek Yarımadası-Büyük Menderes Deltası Millî Parkı) — природоохоронна зона зі статусом національного парку, розташована в західній Туреччині, на території району Кушадаси іла Айдин. 19 травня 1966 року статус отримала територія півострова Ділек площею 10 985 га, а в 1994 році до парку було приєднано ділянку дельти Великого Мендересу площею 16 690 га.

## Біологія
Національному парку притаманна виняткова рослинна та тваринна різноманітність. Територія парку охороняється в рамках Рамсарської конвенції, Бернської конвенції про охорону дикої фауни і флори і природних середовищ існування, конвенції про біологічне різноманіття та Барселонської конвенції.

### Флора
Через температурні та кліматичні відмінності в різних частинах парку тут представлена не тільки типова егейська флора, але і види, що зустрічаються в інших прибережних регіонах Туреччини — середземноморському, Маруроморському, і чорноморському . З понад восьми сотень видів рослин, що зустрічаються в парку, шість є ендеміками, які не ростуть за його межами, а ще тридцять — аборигенними видами . Переважним типом рослинності є маквіс, найбільше представлений Juniperus phoenicea. Серед поширених видів дерев і чагарників — Pyrus elaeagnifolia, Pinus brutia та Rhus coriaria .

### Фауна
Sus scrofa, що мешкають в парку, можуть бути помічені поблизу пляжів, де вони харчуються недоїдками, які залишають відвідувачі . У лісах півострова зустрічаються як типові для регіону Canis aureus та Lynx lynx, так і рідко зустрічаються в такій місцевості Hyaena hyaena та Caracal caracal .
Найчисленнішими з близько 250 видів птахів, що гніздяться в парку, є Microcarbo pygmaeus, Egretta garzetta, Falco naumanni, Charadrius alexandrinus, Haliaeetus albicilla та Pelecanus crispus. Морська фауна представлена типовими для Егейського моря видами  .